# Quercus gulielmitreleasei
Quercus gulielmitreleasei är en bokväxtart som beskrevs av Cornelius Herman Müller. Quercus gulielmitreleasei ingår i släktet ekar, och familjen bokväxter. IUCN kategoriserar arten globalt som otillräckligt studerad. Inga underarter finns listade.